# T-40 (Traktor)
Der T-40 (russisch Т-40) ist ein sowjetischer Traktor, der ab 1961 im Lipezki Traktorny Sawod (kurz LTZ) gefertigt wurde. In knapp 35 Jahren Bauzeit wurden etwa 1,2 Millionen Exemplare des Fahrzeugs produziert, das unterhalb des MTZ-50 angesiedelt ist.

## Fahrzeuggeschichte

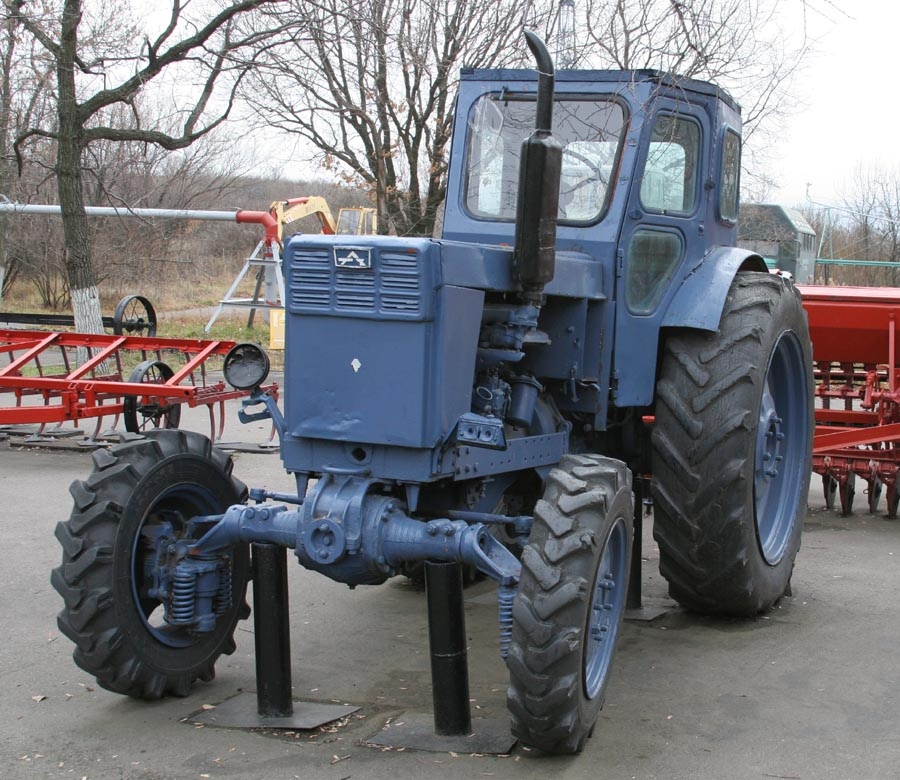
Ein restaurierter T-40AM mit Allrad in einem russischen Museum (2008)

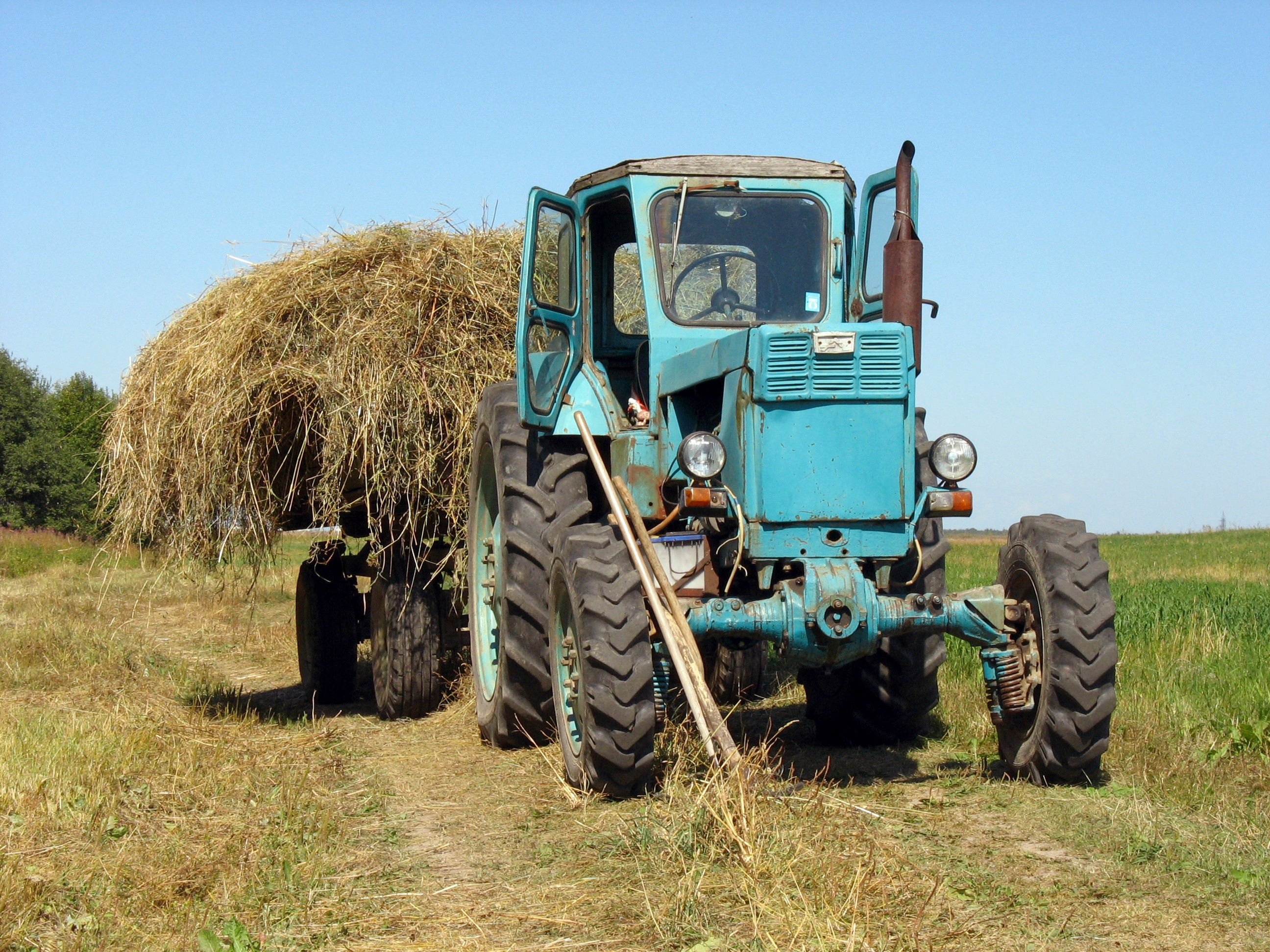
Ein T-40AM in Russland bei der Heuernte (2006)

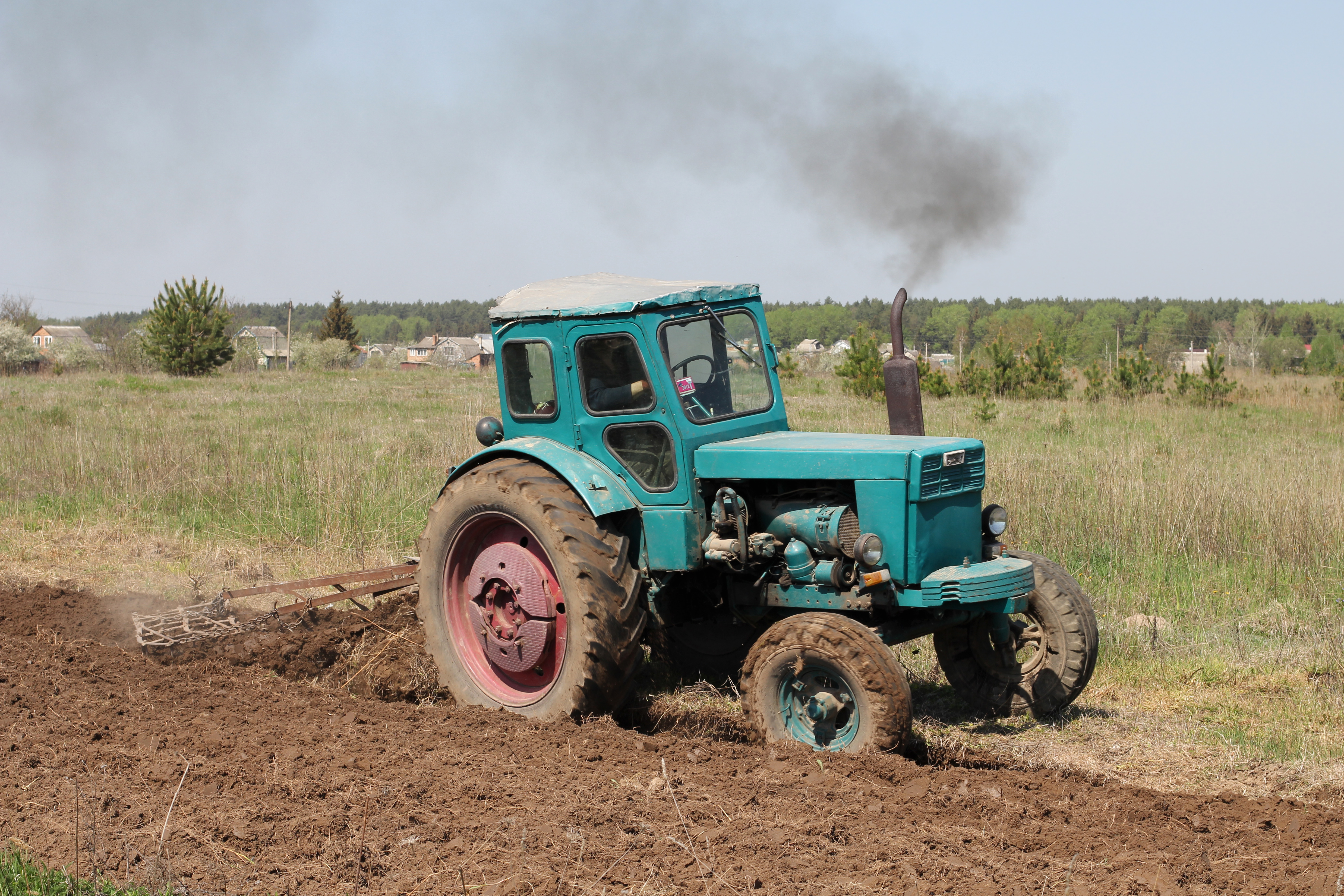
T-40M beim Pflügen in der Ukraine (2012)

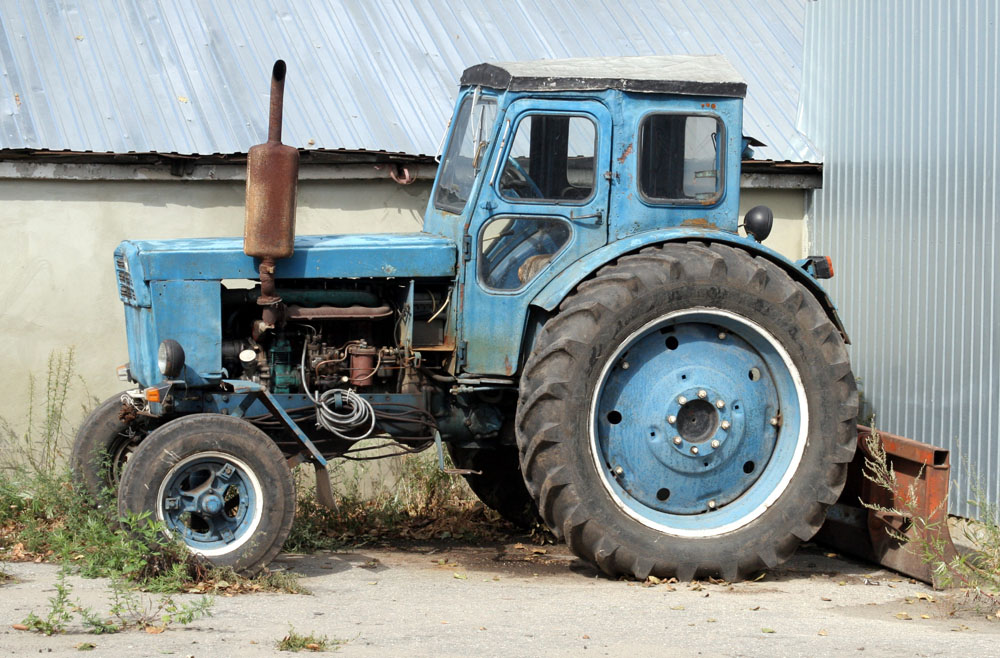
T-40M mit Heckschiebeschild in Russland (2008)

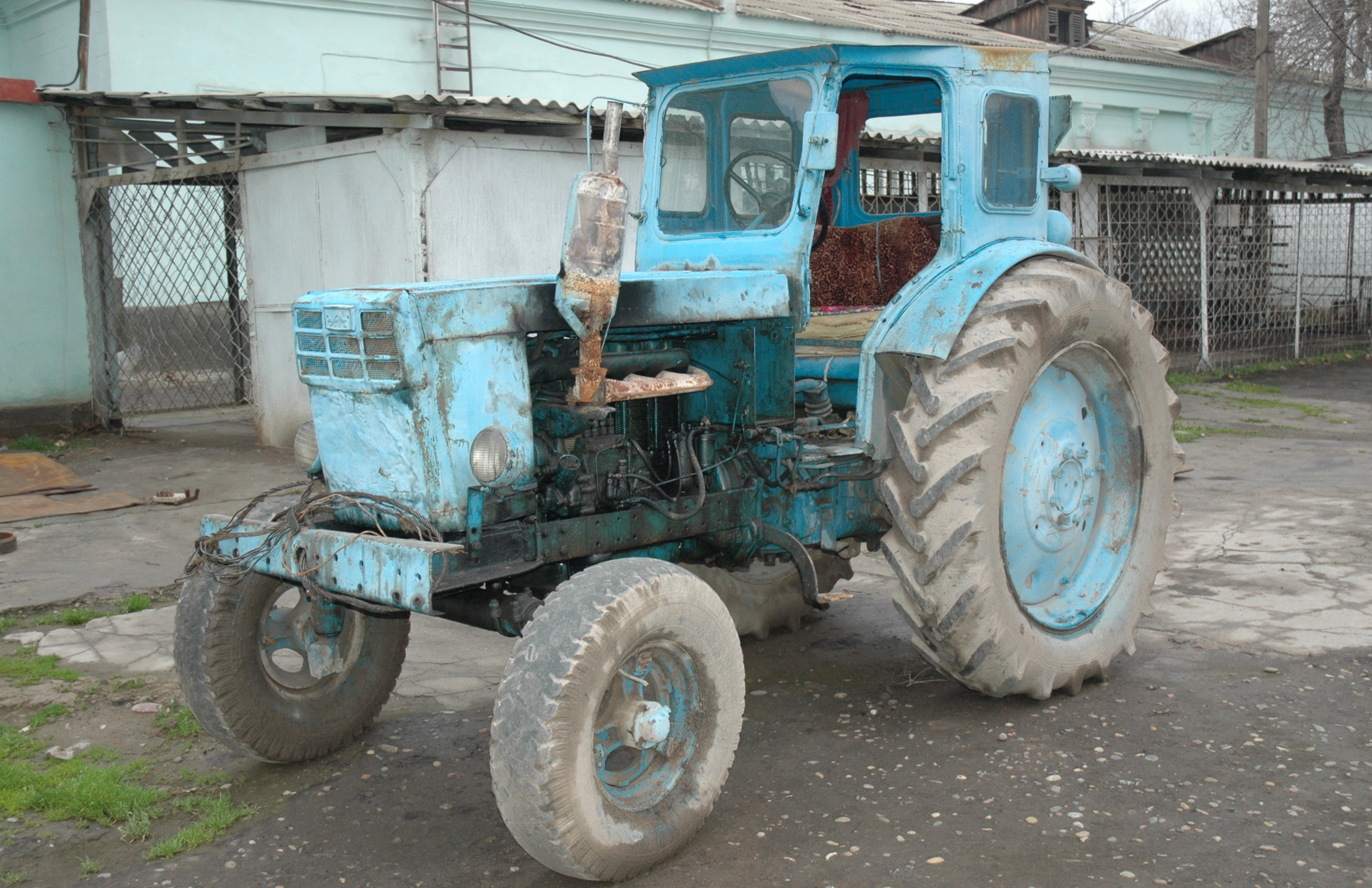
T-40M in Qurghonteppa, Tadschikistan (2010)

Das Lipezki Traktorny Sawod begann 1958 mit dem Bau von Radtraktoren. Das erste Modell, der T-30, wurde nur kurzzeitig gebaut und bereits 1961 durch den T-40 abgelöst. Dieser wurde mit einem stärkeren, luftgekühlten Vierzylinder-Dieselmotor ausgerüstet, der je nach Ausführung elektrisch oder mittels benzingetriebenen Startermotor angelassen wird. Außerdem wurde eine Kabine für den Traktoristen serienmäßig verbaut. Das Dach ist nicht aus Blech, sondern als Plane ausgeführt. Der Traktor ähnelt dem 10 PS stärkeren MTZ-50, ist jedoch etwa eine Tonne leichter.
Zwei Jahre nach Beginn der Serienproduktion begann die Fertigung der Allradversion T-40A. Beide Modelle wurden unverändert bis 1977 gebaut. Ab 1972 erfolgte parallel die Fertigung des T-40M beziehungsweise T-40AM (mit Allradantrieb). Diese Traktoren haben eine überarbeitete glatte Kühlermaske und einen Dieselmotor vom Typ D-144, der 50 PS (37 kW) leistet.
Die Modelle um den T-40M wurden bis 1995 gefertigt, somit war der Traktor 34 Jahre lang ununterbrochen in Serienproduktion. Insgesamt entstanden 1.196.200 T-40 aller Modifikationen, Nachfolger wurde der überarbeitete LTS-55 beziehungsweise der noch immer in Serie gebaute LTS-60.
Anders als bei anderen Traktoren aus sowjetischer Fertigung gibt es keine Hinweise darauf, dass Maschinen des Typs T-40 auch in die Deutsche Demokratische Republik kamen. Zumindest vereinzelt gelangte er allerdings in Staaten des westlichen Auslands, so zum Beispiel nach Frankreich.

## Modellversionen
Im Laufe der langen Produktionszeit wurden verschiedene Versionen des Traktors gebaut. Die nachfolgende Liste erhebt keinen Anspruch auf Vollständigkeit.
- T-40 – Grundversion, gebaut von 1961 bis 1977. Der Traktor hatte ein rund geformtes Kühlerblech und Hinterradantrieb.
- T-40A – Modell mit Allradantrieb auf Basis des T-40, ab 1963 gebaut.
- T-40AN – Version für die Arbeit an Hanglagen. Die Bodenfreiheit wurde verkleinert um einen niedrigen Schwerpunkt zu erreichen.
- T-50A – Für den Einsatz in Industriebetrieben mit einem Hublader ausgestattet.
- T-40M – 1972 erschien eine modernisierte Variante des Grundmodells, mit stärkerem Motor ausgestattet und bis 1995 gebaut.
- T-40AM – Äquivalent zum T-40M, mit Allradantrieb ausgerüstet.
- T-40AMN – Variante für Hanglagen mit neuer Motorisierung.
- T-40AP – Version mit Allradantrieb die als Kommunalfahrzeug genutzt wurde. Insbesondere für den Winterdienst wurden Schiebeschilder und Streuvorrichtungen angebaut.

## Technische Daten
Die nachfolgenden Daten beziehen sich auf das Modell T-40A mit Allradantrieb.

### Motor
- Motor: Vierzylinder-Viertakt-Dieselmotor
- Motortyp: D-37M, gebaut im Wladimirski Traktorny Sawod
- Dauerleistung: 40 PS (29 kW)
- Drehmoment: mindestens 160,5 Nm
- Hubraum: 4,15 l
- Bohrung: 105 mm
- Hub: 120 mm
- Treibstoffverbrauch: 7,28 kg/h
- Zündfolge: 1-3-2-4
- Verdichtung: 16,5:1
- Leerlaufdrehzahl: 800 min−1
- maximale Drehzahl: 1750 min−1
- Anlasser: je nach Version Elektromotor oder Einzylinder-Ottomotor
- Tankinhalt: 74 l, 3-Liter-Tank für Anlassmotor

### Getriebe
- Getriebetyp: handgeschaltetes Getriebe mit sechs Vorwärts- und einem Rückwärtsgang
- zusätzliche Geländeuntersetzung
- Höchstgeschwindigkeiten (Angaben in Klammern mit eingeschalteter Untersetzung):
  - Kriechgang: 1,61 km/h (0,60 km/h)
  - 1. Gang: 06,13 km/h (2,23 km/h)
  - 2. Gang: 07,31 km/h (2,65 km/h)
  - 3. Gang: 08,61 km/h (3,13 km/h)
  - 4. Gang: 10,06 km/h (3,65 km/h)
  - 5. Gang: 18,63 km/h (nicht schaltbar)
  - 6. Gang: 26,68 km/h (nicht schaltbar)
  - Rückwärtsgang: 5,28 km/h (1,92 km/h)
- Zugkräfte:
  - 1. Gang: 12,95 kN
  - 2. Gang: 10,30 kN
  - 3. Gang: 08,34 kN
  - 4. Gang: 06,67 kN
- ausgestattet mit fahrtabhängiger Zapfwelle und Hydraulikanlage

### Abmessungen und Gewichte
- Länge: 3845 mm
- Breite: 1625–2100 mm, abhängig von eingestellter Spurweite
- Höhe: 2370 mm
- Bodenfreiheit: 500 mm
- Spurweite: 1200–1800 mm, verstellbar
- Radstand: 2250 mm
- Wendekreis: 9 m
- Gewicht: 2599 kg